# Charles Offley Harvey
Sir Charles Offley Harvey, britanski general, * 1888, † 1969.